# Хабаб
Хабаб (англ. Khabab, араб. خبب) — поселення в Сирії, що складає невеличку друзьку общину в нохії Ес-Санамейн, яка входить до складу мінтаки Ес-Санамейн в південній сирійській мухафазі Дара.